# 東宝東和
東宝東和株式会社（とうほうとうわ）は、映画の輸入および配給を主事業とする日本の映画会社。本社所在地は、東京都千代田区一番町。阪急阪神東宝グループに属する東宝株式会社の子会社。

## 概要
1928年、川喜多長政により外国映画輸入配給業を事業とする「東和商事合資会社（英: TOWA SHOJI G.K.）」として設立された。戦前においてはドイツをはじめとする欧州映画の輸入・配給の最大手であり、『自由を我等に』『巴里祭』『会議は踊る』『女だけの都』『望郷』『民族の祭典』などを輸入・配給した。また日本作品の海外輸出にも先駆的な役割を果たし、1937年には初の日独合作映画『新しき土』を製作した。
1951年に東和映画株式会社と改称、1960年に東和株式会社を経て、1975年に現社名に改称した。当時、テレビ配給部門であるニュージャパンフィルムに在籍していた諸橋健一によれば、川喜多が東宝に相談して株の半分を持ってもらい東宝の名を社名に入れる事で作品を日本劇場で上映できると言うイメージを売りにし、競合他社に対抗しようとしていたとされる。
歴代の社長は、創業者の川喜多と2代目の白洲春正（白洲次郎と白洲正子の長男）の在任期間が長かったこともあり、90年以上の社歴でもわずか6人である。2008年4月に、3代目社長の平沼久典に代わり、4代目社長として松岡宏泰（松岡功東宝名誉会長の長男で、元テニスプレーヤーの松岡修造の実兄）が就任したが、2015年5月に会長となった。5代目社長には星野智彦が就任したが、彼が国際放映の副社長に異動した為、2018年からは山﨑敏が務めている。
新興の東映洋画に『ドラゴンへの道』『ル・ジタン』と続けて買い付けで負け、「東和」という名前だけでは一プロダクションの印象しかないと海外プロデューサーが強く持ち始めたことで、1975年4月9日の臨時株主総会で「東宝東和」に名称変更した。
昭和50年代にかけては、原題の意味を無視したインパクト重視の邦題や、明らかに嘘であったり誇大な宣伝手法を行ったりしていた。一例として『サランドラ』の作中に一切出てこない架空の凶器「ジョギリ」など本編と無関係な小道具や人物をメインに配置したり、ホラー映画『サンゲリア』では上映中に観客がショック死した場合、ハワイの墓地に埋葬されるという真偽不明の公約、『バーニング』でも真偽不明の「絶叫保険」なる制度を制定、『ランボー』では、本編には出てこない大量のパトカーや、田舎町が舞台であるのに無関係な都会の街並みを背景に描く、『メガフォース』で登場する車「タック・コム」を作中の実物よりはるかに巨大に見えるように描く、「SPAC」、「バイオSFX方式上映」 など特殊な上映方法で公開している。（『映画秘宝 映画懐かし地獄70's』洋泉社、『映画宣伝ミラクルワールド 東和ヘラルド松竹富士独立系配給会社黄金時代』（斉藤守彦著）洋泉社を参照）。
2000年代に入ると年間配給作品の数が減少傾向にあったが、2007年後期からは、解散したUIP映画の日本法人に代わりユニバーサル・ピクチャーズ作品の配給を開始し、その後は年間配給作品が増加傾向となった。ユニバーサル作品が中心となった現在でも、同社作品以外の映画を時折配給している。
2014年7月、日活と合同でゴールデン・アジアのレーベルを設立。チャウ・シンチー監督の『西遊記〜はじまりのはじまり〜』を始め、『チェイス!』『ミルカ』の3作をしている。
2015年10月8日、パラマウント・ピクチャーズと劇場配給契約を締結し、2016年2月1日から東宝東和の新子会社「東和ピクチャーズ株式会社」がパラマウント作品の劇場配給を行うことを発表した。
なお、同社における歴代興行収入1位の作品は、2023年4月28日公開の『ザ・スーパーマリオブラザーズ・ムービー』（140億2千万円。2023年12月現在）。

## 配給作品

### 自社配給作品
東和商事時代
- アスファルト（1930年、松竹と共同配給）
- 帰郷（1930年）
- 自由を我等に（1932年）
- 制服の処女（1933年）
- 巴里祭（1933年）
- 商船テナシチー（1934年）
- にんじん（1934年）
- ドン・キホーテ（1934年）
- 会議は踊る（1934年）
- アラン（1935年）
- ミモザ館（1936年）
- 地の果てを行く（1936年）
- 罪と罰（1936年）
- 女だけの都（1937年）
- 我等の仲間（1937年）
- どん底（1937年）
- 巨人ゴーレム（1937年）
- 新しき土（1937年）
- ジェニィの家（1938年）
- 赤ちゃん（1938年）
- 美しき青春（1939年）
- 望郷（1939年）
- 民族の祭典（1940年）

東和時代
- 旅路の果て（1948年）
- 美女と野獣（1948年）
- 第三の男（1952年）
- 天井桟敷の人々（1952年）
- 禁じられた遊び（1953年）
- 落ちた偶像（1953年）
- 超音ジェット機（1953年）
- 恐怖の報酬（1954年）
- 赤と黒（1954年）
- 埋れた青春（1955年）
- フレンチ・カンカン（1955年）
- マーティ（1955年）
- 居酒屋（1956年）
- リチャード三世（1956年）
- 赤い風船（1956年）
- 沈黙の世界（1956年）
- ノートルダムのせむし男（1957年）
- 道（1957年）
- 宿命（1957年）
- リラの門（1957年）
- 汚れなき悪戯（1957年）
- 野ばら（1958年）
- サレムの魔女（1958年）
- 白銀は招くよ!（1959年）
- いとこ同志（1959年）
- 年上の女（1959年）
- 黒いオルフェ（1960年）
- 大人は判ってくれない（1960年）
- 誓いの休暇（1960年）
- 素晴らしい風船旅行（1961年）
- 雨のしのび逢い（1961年）
- 夜（1962年）
- 世界残酷物語（1962年）
- 地下室のメロディー（1963年、松竹・日本ヘラルド映画と共同配給）
- 奇跡の人（1963年）
- シベールの日曜日（1963年）
- 第七の封印（1963年）
- イタリア式離婚狂想曲（1963年）
- 沈黙（1964年）
- ハムレット（1964年）
- かくも長き不在（1964年）
- 去年マリエンバートで（1964年）
- 黄金の七人シリーズ
- ふたりだけの窓（1967年）
- 男性・女性（1968年、ATGと共同配給）
- 召使（1968年、同上）
- 白い恋人たち（1968年）
- アンナ・カレーニナ（1968年）
- できごと（1969年）
- あの胸にもういちど（1969年）
- カラマーゾフの兄弟（1969年）
- 王女メディア（1970年）
- クリスマス・ツリー（1970年）
- さらば夏の日（1970年）
- 栄光のル・マン（1971年）
- 小さな巨人（1971年）
- レッド・サン（1971年）
- 真夜中のパーティー（1972年）
- スヌーピーとチャーリー（1972年）
  - スヌーピーの大冒険（1973年）
- ゲッタウェイ（1973年）
- パピヨン（1974年）
- 叫びとささやき（1974年）
- ブルジョワジーの秘かな愉しみ（1974年）
- デリンジャー（1974年）
- ドラゴン危機一発（1974年）
- ドラゴン怒りの鉄拳（1974年）
- シンジケート（1974年）
- 個人生活（1975年）
- 愛人関係（1975年）

東宝東和時代
- アラン・ドロンのゾロ（1975年）
- O嬢の物語（1976年）
- 愛のコリーダ（1976年）
- スクワーム（1977年）
- アドベンチャー・ファミリー（1977年）
- サスペリア（1977年）
- カプリコン・1（創立50周年記念作品・1977年）
- 極底探険船ポーラーボーラ（1977年）
- キングコング（1977年）
- オルカ（1977年）
- 死亡遊戯（創立50周年記念作品・1978年）
- キタキツネ物語（1978年）
- ナイル殺人事件（1978年）
- レガシー（1979年）
- エーゲ海に捧ぐ（1979年）
- プロビデンス（1979年）
- がんばれ!!タブチくん!!（1979年）
  - がんばれ!! タブチくん!! 第2弾 激闘ペナントレース（1980年）
  - がんばれ!! タブチくん!! 初笑い第3弾 あゝツッパリ人生（1980年）
- 象物語（1980年）
- サンゲリア（1980年）
- ルードウィヒ 神々の黄昏（1980年）
- アリゲーター（1981年）
- エレファント・マン（1981年）
- 秋のソナタ（1981年）
- レイズ・ザ・タイタニック（1981年）
- アメリカン・バイオレンス（1981年）
- ヤング・マスター（1981年）
- クリスタル殺人事件（1981年）
- バーニング（1981年）
- キャノンボール（1981年）
  - キャノンボール2（1983年）
  - キャノンボール3 新しき挑戦者たち（1989年）
- エンドレス・ラブ（1981年）
- ランボー（1982年）
  - ランボー/怒りの脱出（1985年）（アメリカではトライスター ピクチャーズが配給）
  - ランボー3/怒りのアフガン（1988年）（アメリカではトライスター ピクチャーズが配給）
- ミラクル・ワールド ブッシュマン（1982年）
- ザ・カンニング IQ=0（1982年）
- SPACE ADVENTURE コブラ（1982年）
- メガフォース（1982年）
- 幻魔大戦（1983年）
- ゴルゴ13（1983年）
- プロ野球を10倍楽しく見る方法（1983年）
  - プロ野球を10倍楽しく見る方法PART2（1984年）
- サランドラ（1984年）
- 残酷を超えた驚愕ドキュメント・カランバ（1984年）
- ワンス・アポン・ア・タイム・イン・アメリカ（1984年） (アメリカではワーナー・ブラザースが配給)
- SF新世紀レンズマン（1984年）
- ザ・オーディション（1984年）
- 少林寺シリーズ
- ネバーエンディング・ストーリー（1985年）（アメリカではワーナー・ブラザースが配給)
  - ネバーエンディング・ストーリー3（1994年）（ドイツではワーナー・ブラザース、アメリカではミラマックスが配給）
- スパルタンX（1985年）
- バタリアン（1985年）
- ファニーとアレクサンデル
- パパは、出張中!（1986年）
- ガバリン（1986年）
- ポリス・ストーリーシリーズ
- 漂流教室（1987年）
- オーバー・ザ・トップ（1987年）
- プロジェクトAシリーズ
- 霊幻道士シリーズ
- 孔雀王シリーズ
- アナザー・ウェイ ―D機関情報―（創立60周年記念作品・1988年）
- NEMO/ニモ（1989年）
- ドライビング Miss デイジー（1989年）（アメリカではワーナー・ブラザースが配給）
- コイサンマン（1989年）
- フィールド・オブ・ドリームス（1990年）（アメリカではユニバーサル・ピクチャーズが配給）
- トータル・リコール（1990年）（アメリカではトライスター ピクチャーズが配給）
- ダンス・ウィズ・ウルブズ（1991年）
- ミュータント・タートルズ（1991年）（アメリカではニュー・ライン・シネマが配給）
- ターミネーター2（1991年）（アメリカではトライスター ピクチャーズが配給）
  - ターミネーター3（創立75周年記念作品・2003年）（アメリカではワーナー・ブラザース、ヨーロッパの一部の国と地域ではソニー・ピクチャーズが配給）
- チャーリー（1993年）（アメリカではトライスター ピクチャーズが配給）
- リバー・ランズ・スルー・イット（1993年）
- クリフハンガー（1993年）（アメリカではトライスター ピクチャーズが配給）
- メジャーリーグ2（1994年）（アメリカではワーナー・ブラザースが配給）
  - メジャーリーグ3（1998年）（アメリカではワーナー・ブラザースが配給）
- ジャッジ・ドレッド（1995年）（アメリカではブエナ・ビスタ・ピクチャーズが配給）
- スカーレット・レター（1996年）（アメリカではブエナ・ビスタ・ピクチャーズが配給）
- ザ・ターゲット（1997年）（アメリカではブエナ・ビスタ・ピクチャーズが配給）
- 幕末のスパシーボ（1997年）
- ザ・グリード（1998年）（アメリカではブエナ・ビスタ・ピクチャーズが配給）
- ジャッカル（創立70周年記念作品・1998年）（アメリカではユニバーサル・ピクチャーズが配給）
- パーフェクト・カップル（1999年）（アメリカではユニバーサル・ピクチャーズが配給）
- シンプル・プラン（1999年）（アメリカではパラマウント・ピクチャーズが配給）
- シックス・センス（1999年）（アメリカではブエナ・ビスタ・ピクチャーズが配給）
- エンド・オブ・デイズ（1999年、ギャガとの共同配給）
- シックス・デイ（2000年）（アメリカではソニー・ピクチャーズ エンタテインメントが配給）
- マン・オン・ザ・ムーン（2000年）（アメリカではユニバーサル・ピクチャーズが配給）
- 山の郵便配達（2001年）
- ハート・オブ・ウーマン（2001年、ギャガとの共同配給）（アメリカではパラマウント・ピクチャーズが配給）
- トータル・フィアーズ（2002年）（アメリカではパラマウント・ピクチャーズが配給）
- トゥームレイダーシリーズ（アメリカではパラマウント・ピクチャーズが配給）
- 海を飛ぶ夢（2005年）
- Mr.&Mrs. スミス（2005年）（アメリカでは20世紀フォックスが配給）
- ブラック・ダリア（2006年）（アメリカではユニバーサル・ピクチャーズが配給）
- マリー・アントワネット（2007年、東北新社共同配給）（アメリカではソニー・ピクチャーズ エンタテインメントが配給）
- ラッシュアワー3（2007年）（アメリカではニュー・ライン・シネマが配給）
- レッドクリフ Part 1・Part 2（創立80周年記念作品・2008年、2009年、エイベックス・エンタテインメントと共同配給）
- P.S. アイラヴユー（2008年、ムービーアイと共同配給）（アメリカではワーナー・ブラザース・ピクチャーズが配給）
- ワルキューレ（2009年）（アメリカではMGM Distribution Co.、ヨーロッパの一部の国と地域では20世紀フォックスが配給）
- ノウイング（2009年）
- スマーフ（2011年）（アメリカではソニー・ピクチャーズ エンタテインメントが配給）
  - スマーフ2 アイドル救出大作戦!（2013年）（アメリカではソニー・ピクチャーズ エンタテインメントが配給）
- タンタンの冒険/ユニコーン号の秘密（2011年）（アメリカではパラマウント・ピクチャーズ、ヨーロッパの一部の国と地域ではソニー・ピクチャーズ エンタテインメントが配給）
- メン・イン・ブラック3（2012年）（アメリカではソニー・ピクチャーズ エンタテインメントが配給）
- ワールド・ウォーZ（2013年）（アメリカではパラマウント・ピクチャーズが配給）
- 西遊記〜はじまりのはじまり〜（2014年、日活と共同配給）
- チェイス!（2014年、同上）
- ミルカ（2015年、同上）
- 追憶の森（2016年）
- ブライトバーン/恐怖の拡散者（2019年、Rakuten Distributionとの共同配給）（アメリカではソニー・ピクチャーズ エンタテインメントが配給）
- イマジナリー（2024年、アメリカではライオンズゲートが配給）
- BETTER MAN/ベター・マン（2025年、アメリカではパラマウント・ピクチャーズが配給）

### ユニバーサル・ピクチャーズ作品
2007年11月10日公開『ボーン・アルティメイタム』から、UIP映画日本法人解散によりユニバーサル・ピクチャーズ作品の日本での配給を担当している。同作以降はジェネオン エンタテインメントが新作映画のソフト販売を担当していたが、後にユニバーサル・ピクチャーズ・ジャパンとの合併や商号変更を経て、現在のNBCユニバーサル・エンターテイメントジャパンに至っている。
2018年3月21日公開『ボス・ベイビー』から、全世界に先駆けドリームワークス・アニメーション製作作品をユニバーサル・ピクチャーズ配給作品として公開した。

#### 公開作品
日付は日本全国公開日。上映フォーマットに特記のない場合は2D字幕版のみの公開。「3D・2D」は4D版の3D上映を含む。

##### 2007年
- ボーン・アルティメイタム（2007年11月10日）

##### 2008年
- Mr.ビーン カンヌで大迷惑?!（2008年1月19日）
- アメリカン・ギャングスター（2008年2月1日）
- エリザベス:ゴールデン・エイジ（2008年2月16日）
- チャーリー・ウィルソンズ・ウォー（2008年5月24日）
- つぐない（2008年4月26日）
- ハムナプトラ3 呪われた皇帝の秘宝（字幕版／吹替版、2008年8月16日）
- ウォンテッド（字幕版／吹替版、2008年9月20日）
- かけひきは、恋のはじまり（2008年11月8日）
- デス・レース（2008年11月29日）

##### 2009年
- ヘルボーイ/ゴールデン・アーミー（2009年1月9日）
- マンマ・ミーア!（2009年1月30日）
- チェンジリング（2009年2月20日）
- フロスト×ニクソン（2009年3月28日）
- デュプリシティ 〜スパイは、スパイに嘘をつく〜（2009年5月1日）
- 消されたヘッドライン（2009年5月22日）
- 路上のソリスト（2009年5月30日）
- マーシャル博士の恐竜ランド（字幕版／吹替版、2009年9月18日）
- ワイルド・スピード MAX（字幕版／吹替版、2009年10月9日）
- パイレーツ・ロック（2009年10月24日）
- イングロリアス・バスターズ（2009年11月20日）
- パブリック・エネミーズ（2009年12月12日）

##### 2010年
- 恋するベーカリー（2010年2月19日）
- ダレン・シャン（字幕版／吹替版、2010年3月19日）
- ウルフマン（2010年4月23日）
- グリーン・ゾーン（2010年5月14日）
- 怪盗グルーの月泥棒 3D（3D・2D字幕版／ 吹替版、2010年10月29日）
- ロビン・フッド（2010年12月10日）
- きみがくれた未来（2010年12月23日）

##### 2011年
- 僕が結婚を決めたワケ（2011年1月14日）
- アジャストメント（2011年5月27日）
- ナニー・マクフィーと空飛ぶ子ブタ（2011年7月2日）
- イースターラビットのキャンディ工場（吹替版／字幕版、2011年8月19日）
- サンクタム（3D・2D 字幕版／吹替版、2011年9月16日）
- ワイルド・スピード MEGA MAX（字幕版／吹替版／IMAX版、2011年9月23/24/25日先行上映、2011年10月1日）

##### 2012年
- ジョニー・イングリッシュ 気休めの報酬（2012年1月21日）
- ペントハウス（2012年2月3日）
- バトルシップ（字幕版／吹替版、ユニバーサル映画100周年記念作、2012年4月13日）
- スノーホワイト（字幕版／吹替版、2012年6月15日）
- デンジャラス・ラン（2012年9月8日）
- ボーン・レガシー（字幕版／吹替版、2012年9月28日）
- ロラックスおじさんの秘密の種（3D・2D 吹替版／字幕版、2012年10月6日）
- レ・ミゼラブル（2012年12月21日）（IMAX版、2013年4月6日 3週間限定上映）

##### 2013年
- テッド（字幕版／吹替版、2013年1月18日）
- 野蛮なやつら/SAVAGES（2013年3月8日）
- オブリビオン（字幕版／IMAX版／4DX版、2013年5月31日）
- ワイルド・スピード EURO MISSION（字幕版／吹替版／IMAX版／4DX版、2013年7月10日）
- 怪盗グルーのミニオン危機一発（3D・2D 吹替版／字幕版／4DX版、2013年9月14・15・16日先行上映、2013年9月21日）
- ゴースト・エージェント/R.I.P.D.（3D・2D 字幕版、2013年10月18日）
- 47RONIN（3D・2D 字幕版／吹替版／4DX版、2013年12月6日）

##### 2014年
- キック・アス/ジャスティス・フォーエバー（2014年2月22日）
- ローン・サバイバー（2014年3月21日、ポニーキャニオンとの共同配給）
- LUCY/ルーシー（2014年8月29日）
- ドラキュラ ZERO（字幕版／IMAX版、2014年10月31日）
- 6才のボクが、大人になるまで。（2014年11月14日）

##### 2015年
- トラッシュ! -この街が輝く日まで-（2015年1月9日）
- フィフティ・シェイズ・オブ・グレイ（2015年2月13日）
- 博士と彼女のセオリー（2015年3月13日）
- ワイルド・スピード SKY MISSION（字幕版／吹替版／IMAX3D版／4D版、2015年4月17日）
- ブラックハット（2015年5月8日）
- ミニオンズ（3D・2D 吹替版／字幕版、2015年7月31日）
- ジュラシック・ワールド（3D・2D 字幕版／吹替版、2015年8月5日）（IMAX3D版／4D版、2015年8月7日）
- テッド2（字幕版／吹替版、2015年8月28日）
- ヴィジット（2015年10月23日）
- エベレスト 3D（3D・2D 字幕版／吹替版／IMAX3D版、2015年11月6日）

##### 2016年
- クリムゾン・ピーク（2016年1月8日）
- スティーブ・ジョブズ（2016年2月12日）
- リリーのすべて（2016年3月18日）
- ヘイル、シーザー!（2016年5月13日）
- スノーホワイト/氷の王国（字幕版／吹替版、2016年5月27日）
- ウォークラフト（2016年7月1日）
- ペット（3D・2D 字幕版／吹替版、2016年8月11日）
- ジェイソン・ボーン（字幕版／IMAX版／4D版、2016年10月7日）
- ブリジット・ジョーンズの日記 ダメな私の最後のモテ期（2016年10月29日）
- ガール・オン・ザ・トレイン（2016年11月18日）

##### 2017年
- SING/シング（2D 字幕版／吹替版／IMAX3D版、2017年3月17日）
- グレートウォール（3D・2D 字幕版／IMAX3D版／4D版、2017年4月14日）
- ワイルド・スピード ICE BREAK（字幕版／吹替版／IMAX3D版／4D版、2017年4月28日）
- スプリット（2017年5月12日）
- フィフティ・シェイズ・ダーカー（2017年6月23日）
- 怪盗グルーのミニオン大脱走（字幕版／吹替版、2017年7月21日）
- ザ・マミー/呪われた砂漠の王女（2D 字幕版／吹替版／IMAX3D版／4D版、2017年7月28日）
- 僕のワンダフル・ライフ（字幕版／吹替版、2017年9月29日）
- バリー・シール/アメリカをはめた男（2017年10月21日）
- ゲット・アウト（2017年10月27日）

##### 2018年
- ボス・ベイビー（字幕版／吹替版、2018年3月21日）
- ペンタゴン・ペーパーズ/最高機密文書（2018年3月30日）
- パシフィック・リム: アップライジング（3D・2D 字幕版／吹替版／IMAX3D版／4D版、2018年4月13日）
- レディ・バード（2018年6月1日）
- ジュラシック・ワールド/炎の王国（3D・2D 字幕版／吹替版／IMAX3D版／4D版、2018年7月13日）
- マンマ・ミーア! ヒア・ウィー・ゴー（字幕版／IMAX版、2018年8月24日）
- スカイスクレイパー（字幕版／IMAX版／4D版、2018年9月21日）
- フィフティ・シェイズ・フリード（2018年10月5日）
- ルイスと不思議の時計（字幕版／吹替版、2018年10月12日）
- ジョニー・イングリッシュ アナログの逆襲（2018年11月9日）
- グリンチ（字幕版／吹替版、2018年12月14日）

##### 2019年
- ファースト・マン（字幕版／IMAX版／4D版／ドルビーシネマ版、2019年2月8日）
- 移動都市/モータル・エンジン（字幕版／吹替版、2019年3月1日）
- ハッピー・デス・デイ（2019年6月28日）
- ハッピー・デス・デイ 2U（2019年7月12日）
- ペット2（字幕版／吹替版、2019年7月26日）
- ワイルド・スピード/スーパーコンボ（字幕版／吹替版／IMAX版／4D版／ドルビーシネマ版、2019年8月2日）
- アス（2019年9月6日）
- 僕のワンダフル・ジャーニー（字幕版／吹替版、2019年9月13日）
- イエスタデイ（2019年10月11日）
- ヒックとドラゴン 聖地への冒険（字幕版／吹替版、2019年12月20日、ギャガとの共同配給）

##### 2020年
- ダウントン・アビー（字幕版／吹替版、2020年1月10日）
- キャッツ（字幕版／吹替版／IMAX版、2020年1月24日）
- 1917 命をかけた伝令（字幕版／IMAX版／ドルビーシネマ版、2020年2月14日）
- ドクター・ドリトル（字幕版／吹替版／IMAX版／4D版／ドルビーシネマ版、2020年6月19日）
- 透明人間（2020年7月10日）
- トロールズ ミュージック★パワー（字幕版／吹替版、2020年10月2日、ギャガとの共同配給）
- ザ・ハント（2020年10月30日）
- オール・マイ・ライフ（2020年12月4日）
- ネクスト・ドリーム/ふたりで叶える夢（2020年12月11日）

##### 2021年
- ザ・スイッチ（2021年4月9日）
- Mr.ノーバディ（2021年6月11日）
- ワイルド・スピード/ジェットブレイク（字幕版／吹替版／IMAX版／4D版／ドルビーシネマ版、2021年8月6日）
- オールド（2021年8月27日）
- 007 ノー・タイム・トゥ・ダイ（字幕版／吹替版／IMAX版／4D版／ドルビーシネマ版／ScreenX版、2021年10月1日）
- キャンディマン（2021年10月15日）
- ディア・エヴァン・ハンセン（2021年11月26日）
- ボス・ベイビー ファミリー・ミッション（字幕版／吹替版、2021年12月17日、ギャガとの共同配給）

##### 2022年
- ハウス・オブ・グッチ（2022年1月14日）
- シラノ（2022年2月25日）
- SING/シング: ネクストステージ（字幕版／吹替版、2022年3月18日）
- アンビュランス（字幕版／IMAX版、2022年3月25日）
- マリー・ミー（2022年4月22日）
- 炎の少女チャーリー（2022年6月17日）
- ブラック・フォン（2022年7月1日）
- ミニオンズ フィーバー（字幕版／吹替版、2022年7月15日）
- ジュラシック・ワールド/新たなる支配者（3D・2D 字幕版／吹替版／IMAX3D版／4D版／ドルビーシネマ3D版、2022年7月29日）
- NOPE/ノープ（字幕版／IMAX版、2022年8月26日）
- ビースト（2022年9月9日）
- ダウントン・アビー/新たなる時代へ（字幕版／吹替版、2022年9月30日）
- バッドガイズ（字幕版／吹替版、2022年10月7日、ギャガとの共同配給）
- チケット・トゥ・パラダイス（2022年11月3日）

##### 2023年
- SHE SAID/シー・セッド その名を暴け（2023年1月13日）
- バイオレント・ナイト（2023年2月3日）
- フェイブルマンズ（2023年3月3日）
- 長ぐつをはいたネコと9つの命（字幕版／吹替版、2023年3月17日、ギャガとの共同配給）
- ノック 終末の訪問者（2023年4月7日）
- ザ・スーパーマリオブラザーズ・ムービー（3D・2D 字幕版／吹替版／IMAX3D版／4D版／ドルビーシネマ3D版、2023年4月28日）
- ワイルド・スピード/ファイヤーブースト（字幕版／吹替版／IMAX版／4D版／ドルビーシネマ版／ScreenX版、2023年5月19日）
- M3GAN ミーガン（2023年6月9日）
- ドラキュラ/デメテル号最期の航海（2023年9月8日）
- スラムドッグス（字幕版／吹替版、2023年11月17日）
- エクソシスト 信じる者（字幕版／吹替版／IMAX版／ドルビーシネマ版、2023年12月1日）

##### 2024年
- ファイブ・ナイツ・アット・フレディーズ（2024年2月9日）
- ARGYLLE/アーガイル（字幕版／IMAX版／ドルビーシネマ版／ScreenX版、2024年3月1日）
- FLY!/フライ!（3D・2D 字幕版／吹替版／ScreenX版、2024年3月15日）
- ナイトスイム（2024年6月7日）
- 怪盗グルーのミニオン超変身（3D・2D 字幕版／吹替版／IMAX版／4D版／ドルビーシネマ版／ScreenX版、2024年7月19日）
- フォールガイ（字幕版／吹替版／IMAX版／4D版／ドルビーシネマ版／ScreenX版、2024年8月16日）
- アビゲイル（2024年9月13日）
- スピーク・ノー・イーブル 異常な家族（2024年12月13日）

##### 2025年
- 野生の島のロズ（字幕版／吹替版／IMAX版／4D版／ドルビーシネマ版／ScreenX版、2025年2月7日、ギャガとの共同配給）
- ウィキッド ふたりの魔女（字幕版／吹替版／IMAX版／4D版／ドルビーシネマ版／ScreenX版、2025年3月7日）
- ブリジット・ジョーンズの日記 サイテー最高な私の今（2025年4月11日）
- DROP/ドロップ（2025年7月11日）
- ジュラシック・ワールド/復活の大地（2025年8月8日公開予定）
- ヒックとドラゴン（2025年9月5日公開予定）

##### 2026年
- ウィキッド 永遠の約束（2026年3月公開予定）
- スーパーマリオ・ワールド（2026年4月24日公開予定）

### パラマウント・ピクチャーズ、その他作品
パラマウント・ピクチャーズ作品は、UIP映画日本法人の解散以降、パラマウントの日本法人であるパラマウント・ピクチャーズ・ジャパンが独自配給を行っていたが、2016年2月1日に東宝東和の新子会社「東和ピクチャーズ」が設立され、同年3月4日公開の『マネー・ショート 華麗なる大逆転』から同社でパラマウント作品の劇場配給を行うことが発表された。
なお、親会社が配給するユニバーサル作品と比べると年間配給作品は少なく、『ベン・ハー』や『マザー!』のように当初は日本での劇場公開が内定していた作品や、アカデミー賞を受賞した『フェンス』といった作品の公開が見送られた例もあるが、2019年5月24日からは『ベン・イズ・バック』を皮切りにパラマウント作品以外の劇場配給も行っている。

#### 公開作品
日付は日本全国公開日。※印はパラマウント・ピクチャーズ以外の作品。

##### 2016年
- マネー・ショート 華麗なる大逆転（2016年3月4日）
- 10 クローバーフィールド・レーン（字幕版／IMAX版／4D版、2016年6月17日）
- ミュータント・ニンジャ・タートルズ：影＜シャドウズ＞（3D・2D 字幕版／吹替版／IMAX3D版／4D版、2016年8月26日）
- スター・トレック BEYOND（3D・2D 字幕版／IMAX3D版／4D版、2016年10月21日）
- ジャック・リーチャー NEVER GO BACK（字幕版／IMAX版／4D版、2016年11月11日）

##### 2017年
- マリアンヌ（2017年2月10日）
- トリプルX:再起動（3D・2D 字幕版／IMAX3D版／4D版、2017年2月24日）
- ゴースト・イン・ザ・シェル（3D・2D 字幕版／吹替版／IMAX3D版／4D版、2017年4月7日）
- トランスフォーマー/最後の騎士王（3D・2D 字幕版／吹替版／IMAX3D版／4D版、2017年8月4日）
- 不都合な真実2 放置された地球（2017年11月17日）

##### 2018年
- ダウンサイズ（2018年3月2日）
- ミッション:インポッシブル/フォールアウト（3D・2D 字幕版／吹替版／IMAX版／4D版、2018年8月3日）
- クワイエット・プレイス（2018年9月28日）

##### 2019年
- バンブルビー（3D・2D 字幕版／吹替版／IMAX3D版／4D版／ドルビーシネマ2D版、2019年3月22日）
- ベン・イズ・バック（2019年5月24日）※
- チャイルド・プレイ（2019年7月19日）※
- ロケットマン（字幕版／ドルビーシネマ版、2019年8月23日）
- クロール -凶暴領域-（字幕版／4D版、2019年10月11日）
- ジェミニマン（3D・2D 字幕版／吹替版／IMAX3D・2D版／4D版／ドルビーシネマ3D版、2019年10月25日）

##### 2020年
- ペット・セメタリー（2020年1月17日）
- ソニック・ザ・ムービー（字幕版／吹替版／4D版、2020年6月26日）

##### 2021年
- モンスターハンター（3D・2D 字幕版／吹替版／IMAX3D版／4D版／ドルビーシネマ3D版、2021年3月26日、東宝との共同配給）※
- クワイエット・プレイス 破られた沈黙（字幕版／IMAX版／4D版／ドルビーシネマ版、2021年6月18日）
- パウ・パトロール ザ・ムービー（字幕版/吹替版、2021年8月20日）
- G.I.ジョー:漆黒のスネークアイズ（字幕版／吹替版、2021年10月22日）

##### 2022年
- でっかくなっちゃった赤い子犬 僕はクリフォード（字幕版／吹替版、2022年1月22日）
- トップガン マーヴェリック（字幕版／吹替版／IMAX版／4D版／ドルビーシネマ版／ScreenX版、2022年5月27日）
- ザ・ロストシティ（字幕版／吹替版、2022年6月24日）
- ソニック・ザ・ムービー/ソニック VS ナックルズ（字幕版／吹替版、2022年8月19日）

##### 2023年
- バビロン（字幕版／IMAX版／ドルビーシネマ版、2023年2月10日）
- ダンジョンズ&ドラゴンズ/アウトローたちの誇り（字幕版／吹替版／IMAX版／4D版／ドルビーシネマ版、2023年3月31日）
- ミッション:インポッシブル/デッドレコニング PART ONE（字幕版／吹替版／IMAX版／4D版／ドルビーシネマ版／ScreenX版、2023年7月21日）
- トランスフォーマー/ビースト覚醒（3D・2D 字幕版／吹替版／IMAX3D版／4D版／ドルビーシネマ3D版、2023年8月4日）
- ミュータント・タートルズ:ミュータント・パニック!（英語版）（字幕版／吹替版、2023年9月22日）
- テイラー・スウィフト: THE ERAS TOUR（字幕版／IMAX版／ドルビーアトモス版、2023年10月13日）※
- キラーズ・オブ・ザ・フラワームーン（字幕版／IMAX版／ドルビーシネマ版、2023年10月20日）
- パウ・パトロール ザ・マイティ・ムービー（2023年12月15日）
- Renaissance: A Film by Beyoncé（字幕版／ドルビーアトモス版、2023年12月21日）※

##### 2024年
- ボブ・マーリー:ONE LOVE（字幕版／ドルビーシネマ版、2024年5月17日）
- ブルー きみは大丈夫（字幕版／吹替版、2024年6月14日）
- クワイエット・プレイス:DAY 1（字幕版／IMAX版／4D版／ドルビーシネマ版／ScreenX版、2024年6月28日）
- トランスフォーマー/ONE（3D・2D 字幕版／吹替版／IMAX3D版／4D版／ドルビーシネマ3D版、2024年9月20日）
- 2度目のはなればなれ（英語版）（2024年10月11日）※
- グラディエーターII 英雄を呼ぶ声（字幕版／吹替版／IMAX版／4D版／ドルビーシネマ版／ScreenX版、2024年11月15日）
- ソニック×シャドウ TOKYO MISSION（字幕版／吹替版／4D版／ScreenX版、2024年12月27日）

##### 2025年
- セプテンバー5（2025年2月14日）
- BETTER MAN/ベター・マン（字幕版／ドルビーアトモス版、2025年3月28日）
- ミッション:インポッシブル/ファイナル・レコニング（字幕版／吹替版／IMAX版／4D版／ドルビーシネマ版／ScreenX版、2025年5月23日）
- Mr.ノボカイン（字幕版／4D吹替版、2025年6月20日）
- 劇場版スマーフ/おどるキノコ村の時空大冒険（2025年9月19日公開予定）

##### 2026年
- ランニング・マン（2026年1月30日公開予定）

## 関連団体
- 川喜多記念映画文化財団